# Lepthyphantes christodeltshev
Lepthyphantes christodeltshev là một loài nhện trong họ Linyphiidae.
Loài này thuộc chi Lepthyphantes. Lepthyphantes christodeltshev được miêu tả năm 2009 bởi van Helsdingen.